# Кыз-Кермен
Кыз-Керме́н (укр. Киз-Кермен, крымскотат. Qız Kermen, Къыз Кермен) — городище в Бахчисарайском районе Крыма, около села Машино. Название в переводе с крымскотатарского языка означает «девичья крепость» (qız — девушка, kermen — крепость).
Длина городища свыше 1 километра. Ширина достигает 250 метров. Оно находится на горном плато на оконечности мыса Кыз-Куле. С запада поселение было ограничено ущельем Кая-Арасы, а с востока балкой.
В городище сохранились остатки оборонительной стены. Она пересекает плато в самом узком месте и защищала поселение с севера. Ширина плато в этом месте 160 метров. Толщина стены достигает до восьми метров в основании. Стена была построена в VIII—IX веках на остатках укреплений, которые были построены в IV—III веках. В восточной оконечности стены были ворота. В стене были сделаны две полукруглые башни. В центре стены было сделано ритуальное захоронение ребёнка. Это строительная жертва.
Жилища были построены из бутового камня, скреплённого глиной. Выделяется семь крупных усадебных комплексов из нескольких построек. Предположительно в поселении жило до ста человек.
На восточном краю плато сохранились группа из четырёх тарапанов. Также отдельные тарапаны встречаются вдоль западного края плато. В юго-восточной части городища находится большая многокамерная постройка. Предположительно это дом правителя. В южной части городища находился пустырь.
Поселение в Кыз-Кермене достигло своего расцвета в VIII-IX веках. Прекратило своё существование после учреждения в Крыму фемы Херсон.
Городище относится к качинской группе пещерных городов.
Сохранилось три искусственных пещеры — жилище отшельника, дозорная пещера и пещера для хозяйственных нужд.
В нижнем уступе правого склона плато расположен грот «Черепаха» с источником. Ранее здесь был вырублен бассейн. С вершины плато до подножия вырублена лестница к источнику воды. В XIV—XV веках рядом с источником была высечена цистерна объёмом 240 литров.
В конце 1970-х годов Бахчисарайский историко-архитектурный музей проводил в Кыз-Кермене археологические раскопки.
По одной из версий Кыз-Кермен отождествляется в раннесредневековым городом Фуллы.